# Martin Ermacora
Martin Ermacora (* 11. April 1994 in Innsbruck) ist ein österreichischer Beachvolleyballspieler.

## Karriere
Ermacora begann bei Hypo Tirol Innsbruck mit dem Volleyball, wechselte dann aber früh zum Beachvolleyball. 2011 wurde er mit Benedikt Kattner Fünfter der U18-Europameisterschaft in Vilnius. Mit Lukas Peter Stranger erreichte er bei der U19-Weltmeisterschaft 2012 in Larnaka den vierten Rang.
2015 bildete Ermacora – zunächst auf der nationalen Tour – ein Duo mit Moritz Pristauz. Bei der U22-EM in Macedo de Cavaleiros wurden Ermacora/Pristauz Fünfte. Anschließend nahmen sie bei den Xiamen Open erstmals an einem Turnier der FIVB World Tour teil und kamen als Neunte sofort in die Top Ten. 2016 absolvierten sie in Rio de Janeiro ihr erstes Grand-Slam-Turnier. Beim CEV-Satellite-Turnier in Baden wurden Ermacora/Pristauz Siebte, während sie auf der World Tour auf hinteren Plätzen blieben. Beim Major in Klagenfurt kamen sie ebenso auf den 17. Rang wie beim CEV-Masters in Jūrmala.
2017 belegten Ermacora/Pristauz beim Drei-Sterne-Turnier in Xiamen wieder den 17. Platz. Für die Weltmeisterschaft in Wien erhielten sie nach der Auswahl durch den österreichischen Volleyballverband eine Wildcard und belegten dort den 17. Rang.
2018 erreichte das Beachvolleyballteam Ermacora/Pristauz in Wien beim 5-Sterne FIVB-Major-Turnier auf der Donauinsel den neunten Rang. Der größte Erfolg bisher gelang Ermacora 2019 bei der Europameisterschaft in Moskau, mit Partner Pristauz holte sich das ÖVV-Duo die Bronzemedaille. Des Weiteren holten sie in Qinzhou in China ihre erste World-Tour-Medaille.
Nach corona- und verletzungsbedingten Pausen starteten Pristauz/Ermacora 2022 wieder richtig durch. Neben der WM- und EM-Teilnahme holten die beiden Bronze in Doha und Silber in Espinho auf der Beach Pro Tour sowie Platz fünf in Kapstadt. Besonderes Highlight dieses erfolgreichen Jahres war der Nations-Cup in Wien am Heumarkt, bei dem das Team Österreich den vierten Platz erreichte.
Seit März 2023 spielt Ermacora mit Philipp Waller. Bei höherwertigen Turnieren der World Pro Tour 2023 hatten Ermacora/Waller unterschiedliche Erfolge, gewannen dabei allerdings das Future-Turnier im heimatlichen Baden.

## Berufliches
Ermacora ist Sportler beim Heeressportzentrum des Österreichischen Bundesheers. Als Heeressportler trägt er derzeit den Dienstgrad Korporal.

## Privates
Sein Vater Andreas Ermacora war von 2013 bis 2023 Präsident des Österreichischen Alpenvereines. Auch sein Großvater, der Völkerrechtler Felix Ermacora war Präsident des Österreichischen Alpenvereines.